# Dawid Goldman

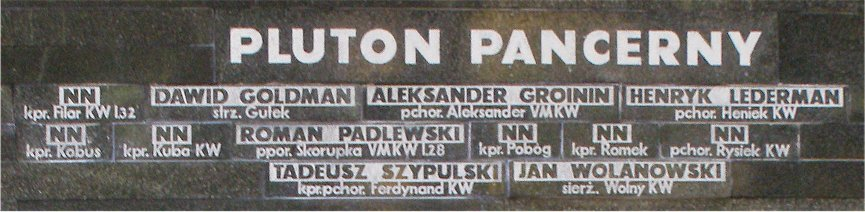
Na Powązkach Wojskowych – fragment ściany z nazwiskami poległych z plutonu pancernego

Dawid Goldman ps. Gutek (ur. ?, zm. 14 września 1944 w Warszawie) – strzelec pochodzenia żydowskiego, uczestnik powstania w getcie w 1943 i powstania warszawskiego w 1944.

## Życiorys
5. dnia powstania warszawskiego został uwolniony z obozu „Gęsiówka” przez oddziały Armii Krajowej. Po tym wydarzeniu wstąpił w szeregi batalionu „Parasol” i służył w plutonie pancernym dowodzonym przez porucznika Wacława Micutę. Wkrótce, wraz z Henrykiem Ledermanem ps. Heniek, został przewodnikiem kanałowym w rejonie Starego Miasta. Znał wiele połączeń, gdyż podczas powstania w getcie warszawskim często był zmuszony poruszać się kanałami, a także przenosił nimi broń lub żywność. Po upadku walk w 1943 aż do uwięzienia przez okupanta niemieckiego w „Gęsiówce” ukrywał się w kanałach. 
Dawid Goldman poległ 14 września 1944 pod ruinami Poselstwa Chińskiego na Czerniakowie. Wraz z nim zginął Józef Filar (ps. Filar, odzn. KW) i nieznany z nazwiska były więzień „Gęsiówki”, również żołnierz plutonu pancernego, noszący pseudonim Kuba (odzn. KW).